# EKATI Diamond Mine

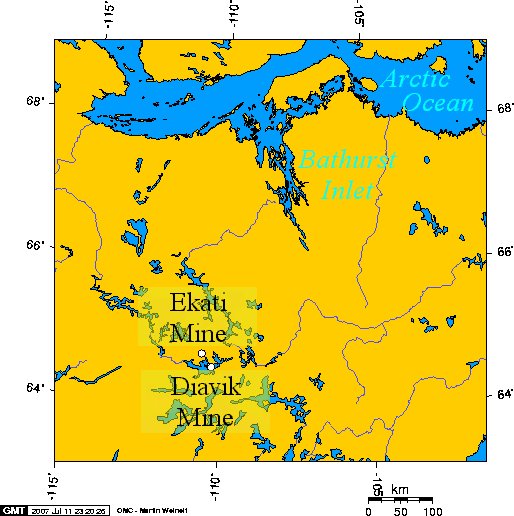
Мапа шахтного поля

Екаті (англ. EKATI Diamond Mine) — перший канадський великий алмазний рудник в Америці, розташований в центральній частині провінції Північно-Західна Територія за 300 км на північний-схід від міста Йелоунайф, за 100 км південніше Полярного кола. Початок видобутку — 1998 р. В 30 кілометрах від нього на острові в озері Lac de Gras знаходиться інший великий алмазний рудник Diavik Diamond Mine

## Характеристика
Розробляє родовище Лак-де-Гра, яке включає кімберлітові трубки Панда (Panda), Коала (Koala), Фокс (Fox) і Сейбл (Sable), що входять в єдиний лінійний протяжністю близько 17 км, і трубки Мізері (Misery), віддаленої від них на 30 км. Площі трубок 2-3,5 га. Всі п'ять трубок розташовані під озерами глибиною 12-29 м і перекриті мореною потужністю до 20 м. Вміщаючими породами кімберлітів є щільні стійкі граніти.

## Технологія розробки
У перші 9 років видобуток руди з кар'єрів становитиме 9 тис. т/день (3.3 млн т/рік), надалі і до кінця терміну видобутку — 18 тис. т/день (6.5 млн т руди, або 4.5 млн кар. алмазів в рік). Ще декілька трубок поблизу від рудника мають певний комерційний потенціал, і тривалість роботи підприємства може зрости до 25 років і більше. Повної продуктивності — 250 тис. кар./міс. — рудник досяг в березні 1999 р. Вихідну руду збагачують гравітацією. Видобуток у 1999 р склав близько 2.5 млн кар. алмазів, у 2000 — 2.629 млн кар. Експлуатацію рудника ведуть компанії ВНР, DiaMet Minerals Ltd., Billiton plc. (при їх частковому чи повному об'єднанні в корпорацію BHP Billiton group).
Рудник Екаті споруджений у суворих умовах канадської Півночі, в зоні багаторічномерзлих порід. Він спроектований з розрахунком на 54-градусні морози. Усього за 17-річний термін роботи підприємства планується добути близько 78 млн т руди і 508 млн т пустої породи.